# Cambro-Normannen
Cambro-Normannen, auch Kambro-Normannen, (lateinisch Cambria, „Wales“) waren Normannen, die nach der normannischen Eroberung von Wales ab 1067 im Süden von Wales siedelten und ursprünglich aus der Normandie stammten. Ihre Sprache war das Cambro-Normannische.
Etwa 100 Jahre nach der normannischen Eroberung Englands fielen die Normannen 1167 unter Richard Fitz Godbert de Roche und 1169 Richard de Clare in Ostirland ein und eroberten die Countys Wexford und Waterford. Die meisten dieser Normannen kamen aus Wales, nur wenige aus England, weshalb sie auch von Mediävisten als Cambro-Normannen und nicht als Anglo-Normannen bezeichnet werden. Jene Normannen, die in Irland blieben und siedelten, wurden später zu Hiberno-Normannen.